# Oxytate jannonei
Oxytate jannonei es una especie de araña cangrejo del género Oxytate, familia Thomisidae. Fue descrita científicamente por Caporiacco en 1940.

## Distribución
Esta especie se encuentra en Etiopía.

## Tratamiento taxonómico
La especie aparece registrada y publicada en Due ragni nuovi dello Scioa. Redia 27: 19–23.